# Claudia Hessel

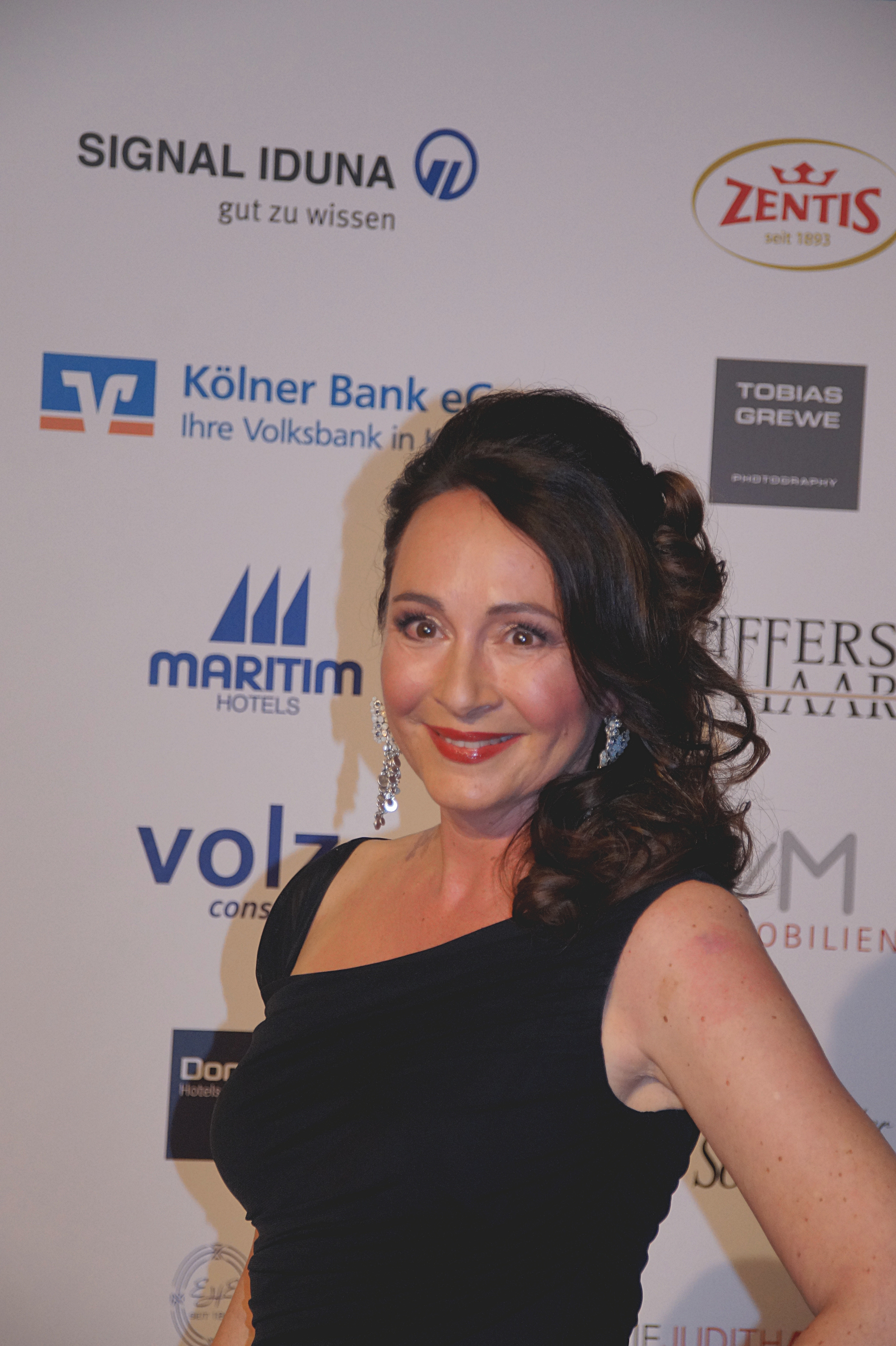
Claudia Hessel beim KölnBall, 2016

Claudia Hessel (* 1966) ist eine deutsche Journalistin und Fernsehmoderatorin. Seit 1996 arbeitet sie bei RTL West.

## Ausbildung
Zwischen 1986 und 1990 studierte Hessel Archäologie und Geschichte an der Universität zu Köln. 1994 begann sie ein Volontariat zur Fernsehredakteurin in der Nachrichtenredaktion von RTL aktuell.

## TV-Moderationen
Parallel zu ihrem Studium arbeitete Hessel als freie Mitarbeiterin beim WDR. 1991 war sie Programmansagerin bei RTL. Anschließend moderierte sie Wettersendungen bei RTL, 1996 die Nachrichten im RTL-Morgenmagazin Punkt 7. Im gleichen Jahr begann sie als Moderatorin bei RTL West. Seit 2012 ist sie dort Chefmoderatorin.

## Privates
Hessel engagiert sich ehrenamtlich für verschiedene kulturelle und soziale Projekte in der Stadt Köln. Sie ist im Vorstand des Kölner Presseclubs, Mitglied des Vorstands der MiQua-Freunde e.V. sowie Vorstandsvorsitzende des Kölner Forum für Kultur im Dialog e.V.
Hessel ist mit dem RTL West-Geschäftsführer Jörg Zajonc verheiratet. Das Paar hat drei Kinder.
Hessel lebt in der Nähe von Köln.